# Пам'ятки історії Народицького району
У Народицькому районі Житомирської області на обліку перебуває 83 пам'ятки історії.
| №п/п | Охоронний номер | Найменування пам'ятки | Адреса                                                                           | Рік        | Автор               | № рішення про взяття на державний облік     | Фото |
| ---- | --------------- | --- | -------------------------------------------------------------------------------- | ---------- | ------------------- | ------------------------------------------- | ---- |
| 1.   | 865             | Братська могила радянських воїнів, серед яких похований Артамонов І. П. — Герой Радянського Союзу, та пам'ятний знак на честь воїнів-односельців. | с. Базар, Базарська с/р, біля клубу.                                             | 1954, 1965 | -                   | № 442 від 29.09.1969 р.                     |      |
| 2.   | 600001          | Братська могила воїнів ІІ Зимового походу армії УНР                                                                                               | с. Базар, вул. Радянська                                                         | 2000       | арх. О.&nbsp Борис  | наказ МКТ № 521/0/16-09 від 13.07.09        |      |
| 3.   | 1646            | Могила Жаркова О. О. — радянського воїна. | с. Батьківщина, Розсохівська с/р, на кладовище.                                  | 1958       | -                   | № 388 від 06.09.1976 р.                     |      |
| 4.   | 2167            | Пам'ятник воїнам-односельцям. | с. Болотниця, Болотницька с/р, біля клубу.                                       | 1970       | -                   | № 559 від 26.12.1979 р.                     |      |
| 5.   | 2852            | Могила радянського воїна. | с. Болотниця, Болотницька с/р, на кладовищі.                                     | 1967       | -                   | № 390 від 08.10.1992 р.                     |      |
| 6.   | 2688            | Пам'ятник воїнам-односельчанам. | с. Буда-Голубієвичі, Голубієвицька с/р.                                          | 1975       | -                   | № 345 від 20.12.1990 р.                     |      |
| 7.   | 2176            | Могила сім'ї Терещуків — радянських партизан. Поховано 3 чол.                                                                                     | с. Давидки, Заліська с/р, на кладовищі.                                          | 1975       | -                   | № 559 від 26.12.1979 р.                     |      |
| 8.   | 2515            | Пам'ятник воїнам-односельчанам. | с. Довгий Ліс, Довголіська с/р біля клубу (виселене.)                            | 1977       | -                   | № 22 від 21.01.1983 р.                      |      |
| 9.   | 866             | Братська могила радянських воїнів та пам'ятник воїнам-односельцям. Кількість похованих невідома.                                                  | с. Великі Кліщі, Великокліщівська с/р, біля клубу (виселене.)                    | 1947, 1966 | -                   | № 442 від 29.09.1969 р.                     |      |
| 10.  | 867             | Братська могила партизан. Кількість похованих невідома.                                                                                           | с. Великі Кліщі, Великоклищівська с/р, на кладовищі (виселене)                   | 1950       | -                   | № 345 від 20.12.1990 р.                     |      |
| 11.  | 2168            | Братська могила радянських воїнів. Кількість похованих невідома.                                                                                  | с. Великі Кліщі, Великокліщівська с/р, на кладовищі (виселене.)                  | 1950       | -                   | № 559 від 26.12.1979 р.                     |      |
| 12.  | 2169            | Братська могила радянських воїнів. Кількість похованих невідома.                                                                                  | с. Великі Кліщі, Великокліщівська с/р, на кладовищі (виселене.)                  | 1950       | -                   | № 559 від 26.12.1979 р.                     |      |
| 13.  | 2170            | Братська могила радянських воїнів. Кількість похованих невідома.                                                                                  | с. Великі Кліщі, Великокліщівська с/р, на кладовищі (виселене.)                  | 1950       | -                   | № 559 від 26.12.1979 р.                     |      |
| 14.  | 2171            | Братська могила радянських воїнів. Кількість похованих невідома.                                                                                  | с. Великі Кліщі, Великокліщівська с/р, на кладовищі (виселене.)                  | 1950       | -                   | № 559 від 26.12.1979 р.                     |      |
| 15.  | 2172            | Братська могила радянських воїнів. Кільість похованих невідома.                                                                                   | с. Великі Кліщі, Великокліщівська с/р, на кладовищі (виселене.)                  | 1950       | -                   | № 559 від 26.12.1979 р.                     |      |
| 16.  | 868             | Братська могила радянських воїнів та пам'ятник воїнам-односельцям. Поховано 4 чол.                                                                | с. Голубієвичі, Голубієвицька с/р, в центрі села.                                | 1958       | -                   | № 442 від 29.09.1969 р.                     |      |
| 17.  | 2689            | Пам'ятник воїнам-односельчанам. | с. Гута-Ксаверівська, Розсохівська с/р, біля клубу.                              | 1975       | -                   | № 345 від 20.12.1990 р.                     |      |
| 18.  | 2175            | Братська могила радянських воїнів та пам'ятник воїнам-односельцям. Поховано 5 чол.                                                                | с. Гуто-Мар'ятин, Гуто-Мар'ятинська с/р, в центрі села.                          | 19571975   | -                   | № 559 від 26.12.1979 р.                     |      |
| 19.  | 1647            | Братська могила радянських воїнів. Поховано 26 чол.                                                                                               | с. В'язівка, В'язівська с/р, на північно-західній околиці села.                  | 1957       | -                   | № 388 від 06.09.1976 р.                     |      |
| 20.  | 1648            | Братська могила радянських воїнів. Поховано 5 чол.                                                                                                | с. В'язівка, В'язівська с/р, на кладовищі.                                       | 1955       | -                   | № 388 від 06.09.1976 р.                     |      |
| 21.  | 2174            | Могила Красавіна М. — радянського партизана. | с. В'язівка, В'язівська с/р, на кладовищі.                                       | 1957       | -                   | № 559 від 26.12.1979 р.                     |      |
| 22.  | 2173            | Пам'ятник воїнам-односельчанам. | с. В'язівка, В'язівська с/р, в центрі села.                                      | 1975       | -                   | № 559 від 26.12.1979 р.                     |      |
| 23.  | 2177            | Пам'ятник воїнам-односельчанам. | с. Жерев, Закусилівська с/р, біля клубу.                                         | 1967       | -                   | № 559 від 26.12.1979 р.                     |      |
| 24.  | 871             | Могила Іщука П. Д. — радянського воїна. | с. Жерів, Закусилівська с/р, на кладовищі.                                       | 1975       | -                   | № 345 від 20.12.1990 р.                     |      |
| 25.  | 1649            | Братська могила радянських воїнів. Поховано невідома кількість чол.                                                                               | с. Закусили, Закусилівська с/р, на кладовищі.                                    | 1955       | -                   | № 388 від 06.09.1976 р.                     |      |
| 26.  | 1650            | Пам'ятник воїнам-односельчанам. | с. Закусили, Закуслівська с/р, біля клубу.                                       | 1967       | -                   | № 388 від 06.09.1976 р.                     |      |
| 27.  | 2178            | Братська могила підпільників. Поховано 3 чол. | с. Закусили, Закусилівська с/р, на кладовищі.                                    | 1957       | -                   | № 388 від 06.09.1976 р.                     |      |
| 28.  | 1651            | Могила радянського воїна. | с. Залісся, Заліська с/р, на кладовищі.                                          | 1965       | -                   | № 388 від 06.09.1976 р.                     |      |
| 29.  | 2180            | Пам'ятник воїнам-односельчанам. | с. Залісся, Заліська с/р, біля клубу.                                            | 1970       | -                   | № 559 від 26.12.1979 р.                     |      |
| 30.  | 2179            | Могила радянського воїна. | с. Залісся, Заліська с/р, 3 км на північ від села.                               | 1975       | -                   | № 559 від 26.12.1979 р.                     |      |
| 31.  | 2853            | Могила радянського воїна. | с. Закусили, Закусилівська с/р, на кладовищі.                                    | 1967       | -                   | № 390 від 08.10.1992 р.                     |      |
| 32.  | 2571            | Могила радянського воїна-водія та пам'ятник воїнам-водіям.                                                                                        | с. Залісся, Заліська с/р, на північній околиці села.                             | 1975       | -                   | № 468 від 29.10.1983 р.                     |      |
| 33.  | 2182            | Могила сім'ї Литвиненко — радянських партизан. Поховано 4 чол.                                                                                    | с. Звіздаль, Малокліщівська с/р, на кладовищі (виселене)                         | 1970       | -                   | № 559 від 26.12.1979 р.                     |      |
| 34.  | 2181            | Могила радянського воїна. | с. Звіздаль, Малокліщівська с/р, на кладовищі (виселене)                         | 1970       | -                   | № 559 від 26.12.1979 р.                     |      |
| 35.  | 2183            | Пам'ятник воїнам-односельчанам. | с. Звіздаль, Малокліщівська с/р, біля школи (виселене)                           | 1975       | -                   | № 559 від 26.12.1979 р.                     |      |
| 36.  | 2854            | Пам'ятник борцям за встановлення радянської влади.                                                                                                | с. Звіздаль, Малокліщівська с/р, на північно-західній околиці села.              | 1987       | -                   | № 390 від 08.10.1992 р.                     |      |
| 37.  | 870             | Група братських (16) могил радянських воїнів та пам'ятник воїнам-односельцям. Поховано 88 чол.                                                    | с. Калинівка, Любарська с/р, біля клубу.                                         | 1966       | Скульптор-Вітрик А. | № 442 від 29.09.1969 р.                     |      |
| 38.  | 2184            | Пам'ятник воїнам-односельчанам. | с. Клочки, Норинцівська с/р, біля клубу.                                         | 1970       | -                   | № 559 від 26.12.1979 р.                     |      |
| 39.  | 2185            | Пам'ятник воїнам-односельчанам. | с. Ласки, Ласківська с/р, біля клубу.                                            | 1976       | -                   | № 559 від 26.12.1979 р.                     |      |
| 40.  | 1652            | Пам'ятник воїнам-односельчанам. | с. Латоші, Стародорогинська с/р.                                                 | 1968       | -                   | № 388 від 06.09.1976 р.                     |      |
| 41.  | 1653            | Братська могила радянських воїнів. Поховано 11 чол.                                                                                               | с. Липлянщина, В'язівська с/р, на кладовищі.                                     | 1957       | -                   | № 388 від 06.09.1976 р.                     |      |
| 42.  | 2690            | Пам'ятник воїнам-односельчанам. | с. Липлянщина, В'язівська с/р, біля клубу.                                       | 1987       | -                   | № 345 від 20.12.1990 р.                     |      |
| 43.  | 2691            | Пам'ятник воїнам-односельчанам. | с. Лозниця, Розсохівська с/р, в центрі села.                                     | 1985       | -                   | № 345 від 20.12.1990 р.                     |      |
| 44.  | 2572            | Могила радянського воїна. | с. Лозниця, Розсохівська с/р, на кладовищі.                                      | 1974       | -                   | № 468 від 29.10.1983 р.                     |      |
| 45.  | 2186            | Братська могила учасників громадянської війни. Поховано 10 чол.                                                                                   | с. Любарка, Любарська с/р, на кладовищі.                                         | 1968       | -                   | № 559 від 26.12.1979 р.                     |      |
| 46.  | 2187            | Могила Полякова І. М. — Героя Радянського Союзу.                                                                                                  | с. Любарка, Любарська с/р, на північно-західній околиці села.                    | 1968       | -                   | № 559 від 26.12.1979 р.                     |      |
| 47.  | 2188            | Пам'ятник воїнам-односельчанам. | с. Любарка, Любарська с/р, біля клубу.                                           | 1977, 1987 | -                   | № 345 від 20.12.1990№ 559 від 26.12.1979 р. |      |
| 48.  | 2516            | Пам'ятник воїнам-односельчанам. | с. Малі Кліщі, Малокліщівська с/р, в центрі села (виселене)                      | 1977       | -                   | № 22 від 21.01.1983 р.                      |      |
| 49.  | 2692            | Пам'ятник воїнам-односельчанам. | с. Малі Мінькі, Малокліщівська ? с/р, біля клубу (виселене)                      | 1987       | -                   | № 345 від 20.12.1990 р.                     |      |
| 50.  | 869             | Братська могила радянських воїнів. Поховано 6 чол.                                                                                                | с. Межиліска, Межеліська с/р, на кладовищі.                                      | 1968       | -                   | № 442 від 29.09.1969 р.                     |      |
| 51.  | 1654            | Братська могила радянських воїнів. Поховано 2 чол.                                                                                                | с. Мотійки, Мотійківська с/р, на кладовищі.                                      | 1954       | -                   | № 388 від 06.09.1976 р.                     |      |
| 52.  | 1655            | Пам'ятник воїнам-односельчанам. | с. Мотійки, Мотійківська с/р, біля клубу.                                        | 1970       | -                   | № 388 від 06.09.1976 р.                     |      |
| 53.  | 1657            | Братська могила радянських воїнів. Поховано 58 чол.                                                                                               | с. Нова Радча, Радчанська с/р.                                                   | 1956       | -                   | № 388 від 06.09.1976 р.                     |      |
| 54.  | 2190            | Пам'ятник воїнам-землякам. | с. Новий Дорогинь, Новодорогинська с/р, в центрі села                            | 1973       | -                   | № 559 від 26.12.1979 р.                     |      |
| 55.  | 1658            | Пам'ятник воїнам-землякам. | с. Ноздрище, Мотійківська с/р, біля клубу.                                       | 1965       | -                   | № 388 від 06.09.1976 р.                     |      |
| 56.  | 1659            | Могила Барабанова В. В. — радянського воїна. | с. Норинці, Норинцівська с/р, на кладовищі.                                      | 1955       | -                   | № 388 від 06.09.1976 р.                     |      |
| 57.  | 1660            | Пам'ятник воїнам-односельцям. | с. Норинці, Норинцівська с/р.                                                    | 1969       | -                   | № 388 від 06.09.1976р                       |      |
| 58.  | 2694            | Пам'ятник воїнам-односельцям. | с. Розсохівське, Розсохівська с/р.                                               | 1986       | -                   | № 345 від 20.12.1990 р.                     |      |
| 59.  | 1661            | Могила Зотова Н. А. — радянського воїна. | с. Розсохівське, Розсохівська с/р, на кладовищі.                                 | 1955       | -                   | № 388 від 06.09.1976 р.                     |      |
| 60.  | 2191            | Могила Сорокота І. Ю. — радянського воїна. | с. Рудня-Осошня, Малокліщівська с/р, на південній околиці села. (виселене)       | 1976       | -                   | № 559 від 26.12.1979 р.                     |      |
| 61.  | 2192            | Могила радянського воїна. | с. Рудня-Осошня, Малокліщівська с/р, на південно-східній околиці села (виселене) | 1976       | -                   | № 559 від 26.12.1979 р.                     |      |
| 62.  | 2193            | Пам'ятник воїнам-односельцям. | с. Рудня-Осошня, Малокліщівська с/р, біля клубу (виселене)                       | 1975       | -                   | № 559 від 26.12.1979 р.                     |      |
| 63.  | 1662            | Могила Крикуна С. І. — радянського воїна. | с. Селець, Селецька с/р.                                                         | 1956       | -                   | № 388 від 06.09.1976 р.                     |      |
| 64.  | 1663            | Пам'ятник воїнам-односельчанам. | с. Селець, Селецька с/р, біля с/р.                                               | 1970       | -                   | № 388 від 06.09.1976 р.                     |      |
| 65.  | 2855            | Братська могила радянських воїнів. Поховано 2 чол.                                                                                                | с. Селець, Селецька с/р, на кладовищі.                                           | 1965       | -                   | № 390 від 08.10.1992 р.                     |      |
| 66.  | 2194            | Могила радянського воїна. | с. Славенщина, Новодорогинська с/р, на кладовищі.                                | 1975       | -                   | № 559 від 26.12.1979 р.                     |      |
| 67.  | 2195            | Пам'ятник воїнам-односельчанам. | с. Старий Дорогинь, Стародорогинська с/р, біля будинку культури.                 | 1972       | -                   | № 559 від 26.12.1979 р.                     |      |
| 68.  | 2196            | Пам'ятник воїнам-односельчанам. | с. Старе Шарне, Народицька сел. рада.                                            | 1975       | -                   | № 559 від 26.12.1979 р.                     |      |
| 69.  | 2695            | Пам'ятник воїнам-односельцям. | с. Сухарівка, Сухарівська с/р, біля клубу.                                       | 1985       | -                   | № 345 від 20.12.1990 р.                     |      |
| 70.  | 2696            | Пам'ятник воїнам-односельцям. | с. Хрипля, Малокліщівська с/р, на кладовищі (виселене)                           | 1986       | -                   | № 345 від 20.12.1990 р.                     |      |
| 71.  | 1664            | Братська могила радянських воїнів. Поховано 20 чол.                                                                                               | с. Христинівка, Мотійківська с/р, на кладовищі.                                  | 1970       | -                   | № 388 від 06.09.1976 р.                     |      |
| 72.  | 1665            | Пам'ятник воїнам-односельцям. | с. Христинівка, Мотійківська с/р, біля школи.                                    | 1970       | -                   | № 388 від 06.09.1976 р.                     |      |
| 73.  | 2197            | Могила Лісовського С. А. — радянського воїна. | с. Шишелівка, Малокліщивська с/р, на кладовищі. (виселене)                       | 1971       | -                   | № 559 від 26.12.1979 р.                     |      |
| 74.  | 2198            | Могила Домінського М. В. — радянського воїна. | с. Шишелівка, Малокліщівська с/р, на кладовищі. (виселене)                       | 1970       | -                   | № 559 від 26.12.1979 р.                     |      |
| 75.  | 2199            | Братська могила радянських воїнів. Поховано 2 чол.                                                                                                | с. Шишелівка, Малокліщівська с/р, на кладовищі (виселене)                        | 1970       | -                   | № 559 від 26.12.1979р                       |      |
| 76.  | 2200            | Могила радянського воїна. | с. Яжберень, Новодорогинська с/р, на кладовищі                                   | 1975       | -                   | № 559 від 26.12.1979 р.                     |      |
| 77.  | 872             | Братська могила радянських воїнів. Поховано 6 чол. Скульптор Йосип Табачник, арх. Петро Бирюк                                                     | смт Народичі (вул. Леніна, 143?), парк ім. Корбута.                              | 1986       | -                   | № 442 від 29.09.1969 р.                     |      |
| 78.  | 873             | Могила Корбута Ф. С. — учасника проведення колективізації.                                                                                        | смт Народичі (вул. Леніна, 143?), парк ім. Корбута                               | 1932       | -                   | № 442 від 29.09.1969 р.                     |      |
| 79.  | 1656            | Братська могила радянських воїнів. Поховано 8 чол.                                                                                                | смт Народичі, на розі вул. Польовій та 1 Травня. Кладовище — стара частина.      | 1952       | -                   | № 388 від 06.09.1976 р.                     |      |
| 80.  | 2189            | Пам'ятник воїнам-односельцям. | смт Народичі, вул. 30-річчя Перемоги                                             | 1975       | -                   | № 559 від 26.12.1979 р.                     |      |
| 81.  | 2517            | Пам'ятник першим механізаторам. | смт Народичі, вул. Леніна, 249                                                   | 1976       | -                   | № 22 від 21.01.1983 р.                      |      |
| 82.  | 2693            | Братська могила жертв фашизму. Поховано понад 600 чол.                                                                                            | смт Народичі (колиш. колгосп. ім Леніна ?)                                       | 1985       | -                   | № 345 від 20.12.1990 р.                     |      |
| 83.  | 3148            | Пам'ятник жертвам Чорнобиля. | смт Народичі (вул. Леніна, 143?), парк ім. Корбута.                              | 1996       | -                   | № 616 від 29.09.1999 р.                     |      |
|      |                 | |                                                                                  |            |                     |                                             |      |